# Evangelische Kirche Neckarzimmern

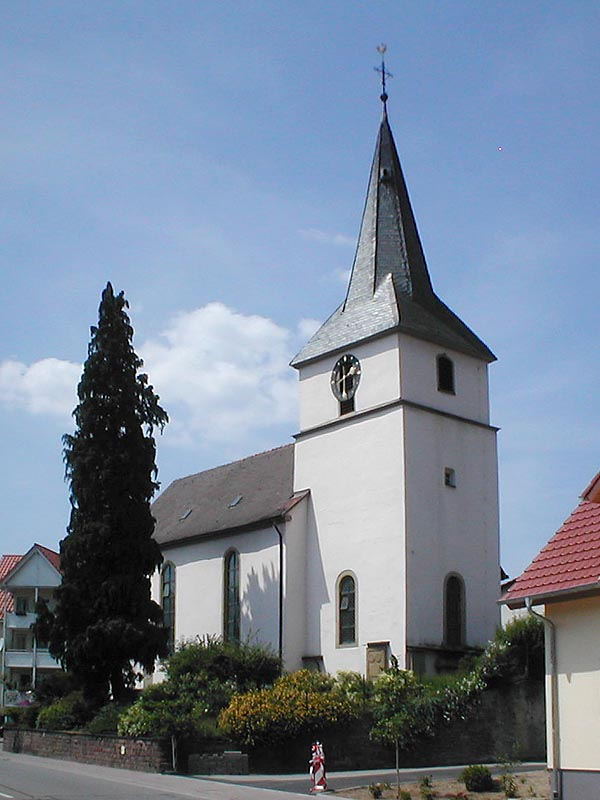
Evangelische Kirche Neckarzimmern

Die Evangelische Kirche steht in Neckarzimmern, einer Gemeinde im Neckar-Odenwald-Kreis in Baden-Württemberg. Das Bauwerk ist beim Landesamt für Denkmalpflege Baden-Württemberg als Baudenkmal eingetragen. Die Kirchengemeinde gehört zum Kirchenbezirk Mosbach der Evangelischen Landeskirche in Baden.

## Beschreibung
Die Saalkirche besteht aus einem Langhaus, das im 18. Jahrhundert nach Westen an den Chorturm aus dem 12. Jahrhundert angebaut wurde. Das oberste, mit einem achtseitigen Knickhelm abgeschlossene Geschoss des Chorturms beherbergt die Turmuhr und den Glockenstuhl.
Die Deckenmalerei aus dem 18. Jahrhundert im Innenraum des Langhauses wurden 1985 freigelegt. Auf der Brüstung der Empore sind die Apostel dargestellt.